# دورنبوک
دورنبوک (به آلمانی: Dornbock) یک منطقهٔ مسکونی در آلمان است که در Osternienburger Land واقع شده‌است. دورنبوک ۳۷۲ نفر جمعیت دارد.